# Proceente
Proceente, właściwie Michał Kosiorowski, (ur. 16 maja 1981 w Zgierzu), znany również jako Procent - raper, dziennikarz i przedsiębiorca z Warszawy z dzielnicy Mokotów.

## Działalność artystyczna
Jego debiutancka płyta ukazała się nakładem wydawnictwa R.R.X. w 2004 r. i nosiła tytuł „Znaki Zapytania". Z tego albumu pochodzi utwór „P.S.T.” – pierwszy wspólny kawałek Procenta z Emazetem. W 2005 raperzy wydali razem nielegal „EP: Emazet i Procent". W tym samym roku ukazał się legendarny projekt Szybki Szmal „Mixtape 2005”, zrealizowany w składzie Szogun, Cieh, Emazet, Kali, Mały Esz, Proceente, Łysonżi, Rest, Skoop. Na płycie pojawili się gościnnie m.in. Ten Typ Mes, WdoWA, Onar, Jimson, Emil Blef, Lerek, Lilu, Jeżozwierz. W 2007 r. Proceente założył niezależną wytwórnię muzyczną Aloha Entertainment i we współpracy z Vision Music wydał płytę EmazetProcent „Jedyneczka". Album promował singiel „Ładuj” z gościnnym udziałem Szybkiego Szmalu i Onara, do którego klip zrealizował Jan Komasa. Gościnnie w kawałkach pojawiają się Ten Typ Mes, Szybki Szmal, Onar, WdoWA, Numer Raz, Frenchman, WN Drutz, Stopaa, Siła Dźwięq, Erio, Rytm, Święty, Malin, Kociołek, Rzensa, Kixnare, DJ Ike, Dojczu, DJ Technik, DJ Homer, DJ Grubaz, DJ Spike oraz DJ Gris. Miksem zajął się Szogun, a masteringiem Noon. W 2009 roku Proceente wypuścił nagrany na instrumentalach mixtejp „T.O.A.S.T.”, a następnie wyprodukowaną przez Malina płytę „Galimatias”, która ukazała się we współpracy z Fonografiką oraz Lubię Wąchać Winyl Studio. Do krążka dograli się Jan Nowicki, Pablopavo, Numer Raz, Mały Esz, Emazet, ZooPlan, WdoWA, Ula Izak oraz Wujek Samo Zło. W czerwcu 2009 ukazała się kultowa płyta Ortega Cartel „Lavorama”, gdzie Proceente pojawił się w utworze „Przedostaje się do płuc".
W 2010 r. Proceente nawiązuje współpracę ze Zjawinem, czego owocem jest nagrany w Erem Studio „Dziennik 2010". W 2011 r. ukazała się 3-płytowa kompilacja ALOHA 40% - trwający 190 minut epicki projekt muzyczny, w którym wzięło udział ponad 100 gości z całej Polski. Album promowały m.in. solowy numer „Brudne Style” oraz „Nie ma emocji nie ma rapu”, nagrany przez: Patr00, Pitera Pitsa, Spinache, Reno, Proceente, Mielzky’ego oraz Franka Nino. Dopełnieniem współpracy w ramach ekipy Lavoholics był koncert, który odbył się 16 grudnia 2011 roku w warszawskim Palladium. Na początku 2013 r. Proceente wypuścił projekt „Dzień z Życia Mistrza Ceremonii Mixtape”, który promowały klipy „Wakacje bez endu” „Własność intelektualna” oraz „Mokotowskie lato alko jazz". Zrealizowany w Erem Studio mikstejp na płaszczyźnie turntablistycznej oraz riddimowej wsparł swoim kunsztem DJ Anusz.
W 2014 r. światło dzienne ujrzał album „Zupynalefkisplify”, na którym gościnnie pojawili się O.S.T.R., Hades, Kuba Knap, Emazet, Lilu, Green, Quiz, Danny, Mielzky, Łysonżi, Muflon, DJ Grubaz, DJ Gondek, DJ Te, DJ Wojak, DJ Panda, DJ Anusz, DJ Paulo, Erio, patr00, Stona, SB oraz Expe. W 2015 r. Proceente połączył siły z Bleizem, szefem wytwórni Grill-Funk Records, czego efektem jest płyta „Aloha-Grill". Do albumu dograli się Sarius, I Grades, Kasia Osowska, Kuba Knap, Łysonżi, Ninjah, Cywinsky, O.S.T.R., Chmurok, Eten, mr. Onte i Funk Monster. W drugiej połowie 2015 r. Proceente wypuszcza nagrany na instrumentalach "Moklok Mixtape", a w 2016 r. ukazuje się wyprodukowany przez Wrotasa album "Asamblaż". Realizacją, miksem i masteringiem albumu zajął się Staszek Koźlik w Erem Studio, za poligrafię odpowiadają Lis Kula, Jacek Rudzki oraz Martiszu. Gościnnie do projektu dograli się Kuba Knap, Łysonżi, Abel, Zetenwupe, Masia, Numer Raz, Emazet oraz Metro. W 2018 r. Proceente wydał we współpracy z Queeen Size Records projekt "Kolej Podziemna", do którego muzykę w całości stworzył Metro. Do albumu, który ukazał się na CD, winylu oraz kasecie dograli się Karma, Spinache, Te-Tris, Miły ATZ, Parzel, Cywinsky, W.E.N.A., Bleiz, Człowień oraz dzieci Metrowskiego - Hania i Jaś. Również w 2018 r. Proceente pojawił się na płycie Hemp Gru "Eter" w kawałku "Życie Warszawy 2". W 2019 r. Proceente wypuścił dwa projekt muzyczne z Małym Eszem: nagrany na instrumentalach mixtejp "Rap'n'Roll" oraz pełnoprawny album "Joy Division", na który większość bitów wyprodukował Mayor. Dodatkowo na płycie pojawili się Cywinsky, Green, DJ Beredson, Siódmy oraz Metro. W marcu 2020 ukazał się wyprodukowany w całości przez Mayora album "Dziennik 2020", na którym gościnnie pojawili się Avi, Green, Parzel, Cywinsky, DJ Te, DJ HWR oraz ex-reprezentanci ekipy Szybki Szmal: Emazet, Mały Esz, Wdowa, Łysonżi i Ciech. Wokale zrealizował i wyedytował Dzi3ciak w Honolulu Studio, mixem i masterem całości zajął się Szwed SWD. Szatę graficzną wydawnictwa zaprojektowała Zuza Szok, a zdjęcia do poligrafii wykonał Tomek Karwiński. Album ukazał się na CD, kasecie oraz na winylu. Również w 2020 r. Proceente wydał projekt "Cytrynychmielecebede". Za większość beatów na płycie odpowiada Mayor, swój wkład w warstwę muzyczną albumu wnieśli też niezawodni Metro, Quiz, Jorguś Kiler oraz Panama Pogo. Gościnnie w utworach pojawiają się Mały Esz, Emazet, Kay, Bleiz, Hukos, Masia, Cywinsky, Skrubol, Johnny Slim, DJ HWR oraz DJ Te. Realizacją wokali, miksem oraz masteringiem całości zajął się Dzi3ciak. Zdjęcia do poligrafii wykonał Tomek Karwiński, za projekt graficzny odpowiada Zuza Szok. W lutym 2021 Proceente wraz z Łysonżim oraz ekipą Hawajskich Patoli wypuścił album ALOHA OPUS MAGNUM VOL.1. Swój wkład w powstanie krążka mają Emazet, Mały Esz, WdoWA, Ciech, Ania Kandeger, DJ HWR, Mayor, Szwed SWD, Magiera oraz Wizzo. Również w 2021 r. ukazała się wyprodukowana w całości przez Mayora epka "Antygona" oraz winyl Proceente & Bleiz "Aloha-Grill".
W lutym 2022 ukazał się album ALOHA OPUS MAGNUM VOL.2. Oprócz Proceente i Łysonżiego w nagraniu projektu wzięło udział ponad 30 producentów, raperów, wokalistów i DJ-ów: DJ HWR, Mały Esz, Emazet, Sarnula, Szczur, Bisz, Rzeźnik, Salvare, Jaca, Kuba Knap, Okoliczny Element, DJ Finger, W.E.N.A., Oxon, Bonson, HK Rufijok, Guova, DJ Gondek, Eldo, Spinache, Kobik, Masia, WRR, Mayor, Justyna Kuśmierczyk, Sporup oraz Este. Obecnie Proceente pracuje nad kilkoma nowymi projektami muzycznymi, które ukażą się na w 2022 i 2023 roku.

## Freestyle
Proceente brał udział w wielu bitwach freestyleowych, m.in. zajął 3. miejsce na WBW w 2004 r. Występował również na imprezach Microphone Masters, sędziował oraz prowadził WBW freestyle i WBW Beatbox. Do dziś umiejętność improwizacji jest jego znakiem rozpoznawczym przy okazji występów scenicznych oraz prowadzenia imprez.

## Dziennikarstwo
Proceente spełnia się również na polu dziennikarskim. Od 17 lat współtworzy autorską audycję „Hip-Hop Kampus” w Akademickim Radiu Kampus oraz realizuje autorski podcast video „Chmielotok - rozmowy z Proceentem”. Gościem podcastu byli m.in. nieżyjący już podróżnik i kajakarz Aleksander Doba, a także Jan Nowicki, Hirek Wrona, Czarny Hifi, Vienio, Eldo czy Pablopavo. Proceente jako freelancer współpracował z wieloma portalami muzycznymi. M.in.: CGM, Rap News czy Popkiller. Ukończył Instytut Dziennikarstwa UW oraz menadżerskie studia podyplomowe na Wydziale Zarządzania UW.

## Koncerty i festiwale
Współprowadził największe wydarzenia hiphopowe w Polsce m.in. Polish Hip-Hop Festiwal w Płocku, Dope Fest w Rzeszowie, Unity Hip-Hop Festiwal, Mazury Hip-Hop Festiwal w Giżycku, Warsaw Tattoo Days, galę rozdania nagród Aktivist, WBW Beatbox Battle, Urodziny SSG, PROSTO FESTXVAL w Warszawie, otwarcie Food Town w Fabryce Norblina, czy ostatnio koncert Warsaw For U i 24 urodziny Hemp Gru! Ilość wydarzeń cały czas się poszerza, gdyż Proceente to aktywny rezydent festiwali muzycznych w Polsce.

## Życie prywatne
Jest żonaty, ma syna Tymona. Fan literatury m.in. Stanisława Grzesiuka, Bohumila Hrabala czy Leopolda Tyrmanda, do których często nawiązuje w swojej twórczości. Mocno interesuje się sportem, filmem, podróżami oraz używkami.

## Dyskografia
| Tytuł                               | Dane dot. albumu                                            |
| ----------------------------------- | ----------------------------------------------------------- |
| ZdoR demo                           | - Data: 2001 - Wydawca: brak (nielegal)                     |
| Znaki zapytania                     | - Data: 18 października 2004 - Wydawca: R.R.X.              |
| Jedyneczka (oraz Emazet)            | - Data: 24 października 2007 - Wydawca: Aloha Entertainment |
| Galimatias                          | - Data: 26 września 2009 - Wydawca: Aloha Entertainment     |
| Zupynalefkisplify                   | - Data: 26 września 2014 - Wydawca: Aloha Entertainment     |
| Aloha-Grill (oraz Bleiz)            | - Data: 12 czerwca 2015 - Wydawca: Aloha Entertainment      |
| Asamblaż                            | - Data: 29 września 2016 - Wydawca: Aloha Entertainment     |
| Proceente/Metro „Kolej Podziemna”   | - Data: 10 marca 2018 - Wydawca: Aloha Entertainment        |
| Mały Esz & Proceente „Joy Division" | - Data: 29 marca 2019 - Wydawca: Aloha Entertainment        |
| Dziennik 2020                       | - Data: 13 marca 2020 - Wydawca: Aloha Entertainment        |
| Cytrynychmielecebede                | - Data: 6 sierpnia 2020 - Wydawca: Aloha Entetainment       |
| ALOHA OPUS MAGNUM VOL.1             | - Data: 5 lutego 2021 - Wydawca: Aloha Entertainment        |
| ALOHA OPUS MAGNUM VOL.2             | - Data: 23 lutego 2022 - Wydawca: Aloha Entertainment       |

| Tytuł                              | Dane dot. albumu                                        |
| ---------------------------------- | ------------------------------------------------------- |
| EP: Emazet I Procent (oraz Emazet) | - Data: 7 lipca 2005 - Wydawca: brak (nielegal)         |
| Dziennik 2010                      | - Data: 26 kwietnia 2010 - Wydawca: Aloha Entertainment |
| Antygona                           | Data: 12 marzec 2021 Wydawca: Aloha Entartainment       |

| Tytuł                                     | Dane dot. albumu                                       |
| ----------------------------------------- | ------------------------------------------------------ |
| T.O.A.S.T. Mixtape (oraz DJ Abdool)       | - Data: 21 marca 2009 - Wydawca: Aloha Entertainment   |
| Dzień z życia mistrza ceremonii mixtape   | - Data: 9 stycznia 2013 - Wydawca: Aloha Entertainment |
| Znaki zapytania 2                         | - Data: 4 kwietnia 2014 - Wydawca: Aloha Entertainment |
| “Moklok Mixtape”                          | Data: 23 grudnia 2015 Wydawca: Aloha Entertainment     |
| Mały Esz & Proceente „Rap’n’Roll Mixtape” | - Data: 29 marca 2019 - Wydawca: Aloha Entertainment   |

Inne
| Album                                          | Rok  | Uwagi | Źródło |
| ---------------------------------------------- | ---- | --- | ------ |
| K-Dencja (kompilacja)                          | 2000 | rap w utworach "Droga do celu" i "Czas rany leczy" | [ 53 ] |
| ZWR - Domowy profesjonalizm                    | 2001 | gościnnie rap w utworze "Za wszelką cenę" | [ 54 ] |
| ZWR - Godziny szczytu                          | 2001 | gościnnie rap w utworach "Mam to", "Sprawdź kto" i "Czas nastał" | [ 55 ] |
| Klan CD#21 (kompilacja)                        | 2002 | rap w utworze "Dobre chwile" | [ 56 ] |
| Independent Rap (WuWuA 022 vol.2) (kompilacja) | 2003 | rap w utworze "Plany" | [ 57 ] |
| Teka - Chcę, więc potrafię                     | 2004 | gościnnie rap w utworze "Skamieniali RMX" | [ 58 ] |
| DJ K-Det - Instynkt                            | 2004 | gościnnie rap w utworze "Zabiorę Cię tam" | [ 59 ] |
| Cfany Gapa - Egoiści                           | 2004 | gościnnie rap w utworze "Po raz kolejny: Nigdy więcej" | [ 60 ] |
| Rudy MRW - Dobre życie                         | 2005 | gościnnie rap w utworze "Chlamy" | [ 61 ] |
| Szybki Szmal “Mixtape 2005”                    | 2005 | |        |
| Kali (Szybki Szmal) - 2002-2004                | 2006 | gościnnie rap w utworze "Dziwny świat" | [ 62 ] |
| Siedem Łez - 2+2=7                             | 2006 | gościnnie rap w utworze "7E" | [ 63 ] |
| Jajco - Podaj dalej                            | 2007 | gościnnie rap w utworze "Bez-sen" | [ 64 ] |
| Szops - Synonim whiskey                        | 2009 | gościnnie rap w utworze "Synonim whiskey" | [ 65 ] |
| Bleiz - Grill-Funk                             | 2009 | gościnnie rap w utworze "Prawdziwy dla gry" | [ 66 ] |
| Łysonżi - Dżonson                              | 2009 | gościnnie rap w utworach "Gwoździe", "Bez Zabezpieczeń" i "Wolne słowa" | [ 67 ] |
| Quiz - Materiał producencki                    | 2009 | gościnnie rap w utworze "Wypierdalam stąd" | [ 68 ] |
| Ortega Cartel - Lavorama                       | 2009 | gościnnie rap w utworze "Przedostaje się do płuc" | [ 69 ] |
| Temate/DJ Prox - O jeden joint za daleko       | 2010 | gościnnie rap w utworze "Co mnie leczy" | [ 70 ] |
| Prys - Miłośnik kłótni w kłótni o miłość       | 2010 | gościnnie rap w utworze "Lubimy podglądać" | [ 71 ] |
| Benzyna - BENZ4NA                              | 2010 | gościnnie rap w utworze "Tankuj" | [ 72 ] |
| UGC - Uprawa dystrybucja konsumpcja            | 2010 | gościnnie rap w utworze "Dzisiaj zrobiłbym inaczej" | [ 73 ] |
| Pyskaty - Pysk w pysk (Edycja Specjalna)       | 2010 | gościnnie rap w utworze "Radio Skit" | [ 74 ] |
| VRS - Witaj w domu                             | 2010 | gościnnie rap w utworze "Dobre życie" | [ 75 ] |
| Zbylu - Operacja: Sampling                     | 2011 | gościnnie rap w utworach "Poznaj kulisy" i "Dziś" | [ 76 ] |
| Aloha 40% (kompilacja)                         | 2011 | rap w utworach "Brudne style", "Wzjuuur", "W głowie się nie mieści", "Astma", "Kłótnia", "Wolność", "Zupa na gwoździu", "Każda doba", "Chciwi", "Dyletant", "Złe nawyki", "Zatowarowanie", "Złota jesień", "Sen palacza trawki", "Młynek", "Ludzie 40%", "Bezsenność", "Zmienił się świat", "Gałęzie", "O głupocie", "Chamska poniewierka", "Cały czas do bitu", "Cud narodzin" i "Podróż do źródeł czasu" | [ 77 ] |
| Kuz - Świeża dostawa                           | 2011 | gościnnie rap w utworze "Aloha 40%" | [ 78 ] |
| Człowień & Shot - Do zobaczenia później        | 2011 | gościnnie rap w utworze "Tempomat" | [ 79 ] |
| Echinacea - Echinacea                          | 2011 | gościnnie rap w utworze "Miejski kwiat" | [ 80 ] |
| 101 Decybeli - Pomiędzy bitami                 | 2011 | gościnnie rap w utworze "Na 101" | [ 81 ] |
| Frenchman - Świadectwo                         | 2011 | gościnnie rap w utworze "O sielance" | [ 82 ] |
| Skorup - Etos kowboja                          | 2011 | gościnnie rap w utworze "Z bandą" | [ 83 ] |
| Mały Esz Esz - Mixtape przez małe esz          | 2011 | gościnnie rap w utworach "Pokaż to" i "Tylko pomyśl" | [ 84 ] |
| DJ Prox - Oldschool                            | 2012 | gościnnie rap w utworze "Złota jesień" | [ 85 ] |
| Nowe pokolenie 14/44 (kompilacja)              | 2014 | rap w utworze "Tu mówi Warszawa" | [ 86 ] |
| Fabster - Kontrasty                            | 2014 | gościnnie rap w utworze "Lato w mieście" | [ 87 ] |

## Teledyski
| Tytuł | Rok  | Reżyseria/Realizacja                        | Album                                   | Źródło  |
| --- | ---- | ------------------------------------------- | --------------------------------------- | ------- |
| "Ładuj" (oraz Emazet; gościnnie: Onar, Szybki Szmal) | 2007 | –                                           | Jedyneczka                              | [ 88 ]  |
| "T.O.A.S.T./C2H5OH" (oraz DJ Abdool) | 2009 | Limtv                                       | T.O.A.S.T. Mixtape                      | [ 89 ]  |
| Proceente - "Podróż do źródeł czasu" (gościnnie: Jan Nowicki) | 2009 | Studio Filmowe Rabarbar                     | Galimatias                              | [ 90 ]  |
| "Oddech" (oraz Emazet) | 2010 | –                                           | Jedyneczka                              | [ 91 ]  |
| "Miłość do muzyki w czasach kryzysu (LIVE)" (gościnnie: Mały Esz) | 2010 | Marcin "Zajebiaszczy" Jabłoński             | Galimatias                              | [ 92 ]  |
| Proceente - 2012 (feat. Wujek Samo Zło) | 2010 |                                             | Galimatias                              | [ 93 ]  |
| | 2012 |                                             |                                         |         |
| "Wakacje bez endu" (gościnnie: Łysonżi) | 2012 | Filip Majewski, Piotr Sawicki               | Dzień z życia mistrza ceremonii mixtape | [ 94 ]  |
| "Mokotowskie lato alko jazz" (gościnnie: DJ Anusz) | 2013 | Lavoholics                                  | Dzień z życia mistrza ceremonii mixtape | [ 95 ]  |
| "Własność intelektualna" (gościnnie: Łysonżi, Igorilla, Jan Wyga, DJ Anusz) | 2013 | –                                           | Dzień z życia mistrza ceremonii mixtape | [ 96 ]  |
| "Kiedy dobrzy ludzie robią złe rzeczy" (gościnnie: Emazet, Kuba Knap, DJ Grubaz) | 2014 | Ipanema Studio                              | Zupynalefkisplify                       | [ 97 ]  |
| "Strzelba" (gościnnie: DJ Grubaz) | 2014 | Lecisz Na Ryj Film Studio                   | Zupynalefkisplify                       | [ 98 ]  |
| "Palnik" (gościnnie: Muflon, Łysonżi) | 2014 | The New Black                               | Zupynalefkisplify                       | [ 99 ]  |
| "Epikurejski splendor" | 2014 | –                                           | Zupynalefkisplify                       | [ 100 ] |
| "Ostatniej szansy mecz" | 2014 | Lecisz Na Ryj Film Studio                   | Zupynalefkisplify                       | [ 101 ] |
| Proceente "Palnik" feat. Muflon, Łysonżi Dżonson | 2014 | -                                           | Zupynalefkisplify                       | [ 102 ] |
| "Dla chłopaków i dziewczyn" (gościnnie: Quiz, Green, DJ Te) | 2014 | Damian Michalak                             | Zupynalefkisplify                       | [ 103 ] |
| "Oświecenie" (gościnnie: DJ Gondek) | 2014 | Dobrekino Studio                            | Zupynalefkisplify                       | [ 104 ] |
| "#Hot16Challenge" | 2014 | –                                           | –                                       | [ 105 ] |
| Proceente/Metro - Takie czasy (STREET VIDEO) | 2018 | Dobrekino Studio                            | Kolej podziemna                         | [ 106 ] |
| Proceente/Metro - Apanaże | 2018 | Lecisz Na Ryj Film Studio, Dobrekino Studio | Kolej podziemna                         | [ 107 ] |
| Proceente/Metro - Nie po to ft. Miły ATZ, Parzel | 2018 | Dobrekino Studio                            | Kolej podziemna                         | [ 108 ] |
| Mały Esz & Proceente "2005-2006" (prod. Siódmy, scratch/cuts DJ Beredson) | 2019 | Dobrekino Studio                            | Joy Division                            | [ 109 ] |
| Mały Esz & Proceente ft. Cywinsky - Leopold Staff (prod. Mayor) | 2019 | Dobrekino Studio                            | Joy Division                            | [ 110 ] |
| Mały Esz & Proceente ft. Cywinsky - Dobre sny (prod. Mayor) | 2019 | Dobrekino Studio                            | Joy Division                            | [ 111 ] |
| Proceente - Bez komentarza (prod. Mayor, scratch/cuts DJ Te) | 2020 | Dobrekino Studio                            | Dziennik 2020                           | [ 112 ] |
| Proceente - Harmonia Równowaga ft. Parzel | 2020 | Dobrekino Studio                            | Dziennik 2020                           | [ 113 ] |
| Pro publico bono | 2020 | Dobrekino Studio                            | Dziennik 2020                           | [ 114 ] |
| Proceente ft. Cywinsky - Podaruję Ci księżyc | 2020 | Dobrekino Studio                            | Dziennik 2020                           | [ 115 ] |
| Proceente - Hawajscy Patole ft. Emazet, Esz, WdoWA, Łysonżi, Ciech | 2020 | Dobrekino Studio                            | Dziennik 2020                           | [ 116 ] |
| Głodny | 2020 | Dobrekino Studio                            | Cytrynychmielecebede                    | [ 117 ] |
| Bohumil Hrabal | 2020 | Dobrekino Studio                            | Cytrynychmielecebede                    | [ 118 ] |
| Niedziela ft. Johnny Slim | 2020 | Dobrekino Studio                            | Cytrynychmielecebede                    | [ 119 ] |
| Chmielotok ft. Hukos, Bleiz | 2020 | Dobrekino Studio                            | Cytrynychmielecebede                    | [ 120 ] |
| Gościnnie |      |                                             |                                         |         |
| Quiz feat. Proceente "Wypierdalam stąd" | 2009 | LeciszNaRyj Film Studio                     |                                         | [ 121 ] |
| Zbylu - "Chleję" (gościnnie: Tomiko, Satyr, Ten Typ Mes, Parzel, Proceente, Pyskaty, DJ Ace) | 2013 | SensFilmProdukcje                           | –                                       | [ 122 ] |
| Duże Pe, Zbylu - "Wizja emerytalna" (gościnnie: Igorilla, Kfiat, Nomad, Parker, Proceente, Pudel, Skajsdelimit i DJ Flip)                                                                                      | 2014 | Grzegorz Telenga                            | Mixtape I                               | [ 123 ] |
| Inne |      |                                             |                                         |         |
| Lavoholics - Nie ma emocji nie ma rapu | 2011 | The New Black / New Boat / Sixteen Pads     | Aloha 40%                               | [ 124 ] |
| Proceente - "Brudne style" (gościnnie: DJ Gondek) | 2011 | Dwaem                                       | Aloha 40%                               | [ 125 ] |
| Proceente, Siódmy, Hades, Muflon, DJ Kebs - "W głowie się nie mieści" | 2012 | The New Black                               | Aloha 40%                               | [ 126 ] |
| W.E.N.A., Proceente, Łysonżi, Pyskaty, Ero, Kay - "Każda doba" | 2013 | SamozłoTV                                   | Aloha 40%                               | [ 127 ] |
| Proceente, Muflon, Siódmy, Flint, Łysonżi, Skorup, DJ Anusz - "Kreuj, nie psuj" | 2014 | Ipanema Studio                              | –                                       | [ 128 ] |
| Proceente, Łysonżi, Klasik, Green, Muflon, Leniwe Głowy - "Aloha Tour 2k14" | 2014 | Damian Michalak                             | –                                       | [ 129 ] |
| Pyskaty, Numer Raz, Proceente, Pelson, Rahim, Łysol, Mielzky, Dwa Sławy, Zeus, Chada, Klasik, Quebonafide, JodSen, Joteste, Bezczel, Siwers, Ten Typ Mes - "Najsilniejsi przetrwają" (prod. DJ Premier, Luxon) | 2014 | Piotr Sawicki, Hanusz Bystry                | –                                       | [ 130 ] |
| Bonez, Solar, Rewers, Proceente, Kaspe, PawOnes, Szary, Kuba Knap, Ego, Peus - "Hymn Hip Hop Kempu" | 2015 | Kadry Niespokojne                           | –                                       | [ 131 ] |